# Friesendorf (Ebersdorf bei Coburg)

Gemeindeteil Friesendorf

Friesendorf ist ein Gemeindeteil der Gemeinde Ebersdorf bei Coburg im Landkreis Coburg (Oberfranken, Bayern).

## Geographie
Friesendorf liegt direkt an der A 73 nahe der Füllbachtalbrücke.

## Geschichte
1139 wurde Friesendorf erstmals als „Frisindorf“ urkundlich erwähnt. Vier kleine Höfe erwarb damals das Kloster Banz. Später zu einem Rittergut ausgebaut, war der Ort in Besitz Wolframs von Friesendorf. Weitere Dorfherren waren die Herren von Coburg und von 1414 bis 1620 die Herren von Schaumberg.
Am 1. Januar 1965 wurde Friesendorf in die Gemeinde Ebersdorf eingegliedert. Friesendorf hatte zu diesem Zeitpunkt 174 Einwohner und 13 Höfe.